# Burgeo
Burgeo is een plaats en gemeente (town) in de Canadese provincie Newfoundland en Labrador. De gemeente ligt aan de zuidkust van het eiland Newfoundland.

## Geschiedenis
In 1950 werd het dorp Burgeo door het provinciebestuur erkend als een gemeente.
De plaats had historisch belang als vissershaven en visverwerkingscentrum. Sinds de ineenstorting van de Noordwest-Atlantische kabeljauwvisserij en het daaropvolgende moratorium in 1992 kwijnt het afgelegen Burgeo door gebrek aan economische mogelijkheden echter zienderogen weg.
Op 24 september 2022 werd de gemeente zwaar getroffen door de restanten van Orkaan Fiona. Verschillende huizen en andere gebouwen werden ernstig beschadigd.

## Geografie
Burgeo ligt centraal aan de zuidkust van het eiland Newfoundland en is bij verre de grootste plaats tussen de 250 km uit elkaar gelegen gemeenten Channel-Port aux Basques en Harbour Breton. De outport was tot de afwerking provinciale route 480 in 1979 enkel per schip bereikbaar. Deze 150 km lange en voornamelijk noordwaarts lopende weg verbindt Burgeo met de westkust (zonder daarbij één plaats te passeren).
Het overgrote deel van het grondgebied strekt zich uit over het "vasteland" van Newfoundland en bestaat uit naaldbossen. In het zuidwesten van de gemeente ligt het Provinciaal Park Sandbanks, een van de zeer zeldzame Newfoundlandse kuststroken waar zandstranden en duinen voorkomen.
Het vastelandsgedeelte van Burgeo is vrijwel volledig onbebouwd. De dorpskern zelf ligt echter op Grandy Island, een 2 km² metend eiland dat door twee bijzonder smalle zeegaten van Newfoundland gescheiden wordt. Op twee plaatsen is een dijk aangelegd met daarop een weg om het eiland met de wagen bereikbaar te maken. Twee andere zeer kleine eilandjes (Smalls Island en Bobbitts Island) zijn op hun beurt via dijkjes met Grandy Island verbonden. 

## Demografie
Demografisch gezien is Burgeo, net zoals de meeste afgelegen dorpen op Newfoundland, aan het krimpen. Tussen 1986 en 2021 daalde de bevolkingsomvang van 2.504 naar 1.176. Dat komt neer op een daling van 1.328 inwoners (-53%) in 35 jaar tijd.
| Demografische ontwikkeling van Burgeo tussen 1951 en 2021 |
| --------------------------------------------------------- |
|                                                           |
| Bron: 1951–1986, 1991–1996, 2001–2006, 2011–2016, 2021)   |

### Taal
In 2021 hadden vrijwel alle inwoners van Burgeo het Engels als moedertaal en was iedereen er die taal machtig. Hoewel niemand het Frans als moedertaal had, waren er tien mensen die die andere Canadese landstaal konden spreken (0,9%). Zo'n vijftien mensen waren anno 2021 een andere taal dan het Engels of Frans machtig.

## Gezondheidszorg
In de gemeente bevindt zich het Calder Health Centre, een gezondheidscentrum dat zowel primaire als langetermijnzorg aanbiedt aan de inwoners van Burgeo en omliggende outports. Het centrum valt sinds april 2023 onder de bevoegdheid van de eengemaakte Newfoundland and Labrador Health Services (daarvoor onder die van de gezondheidsautoriteit Western Health).

## Galerij

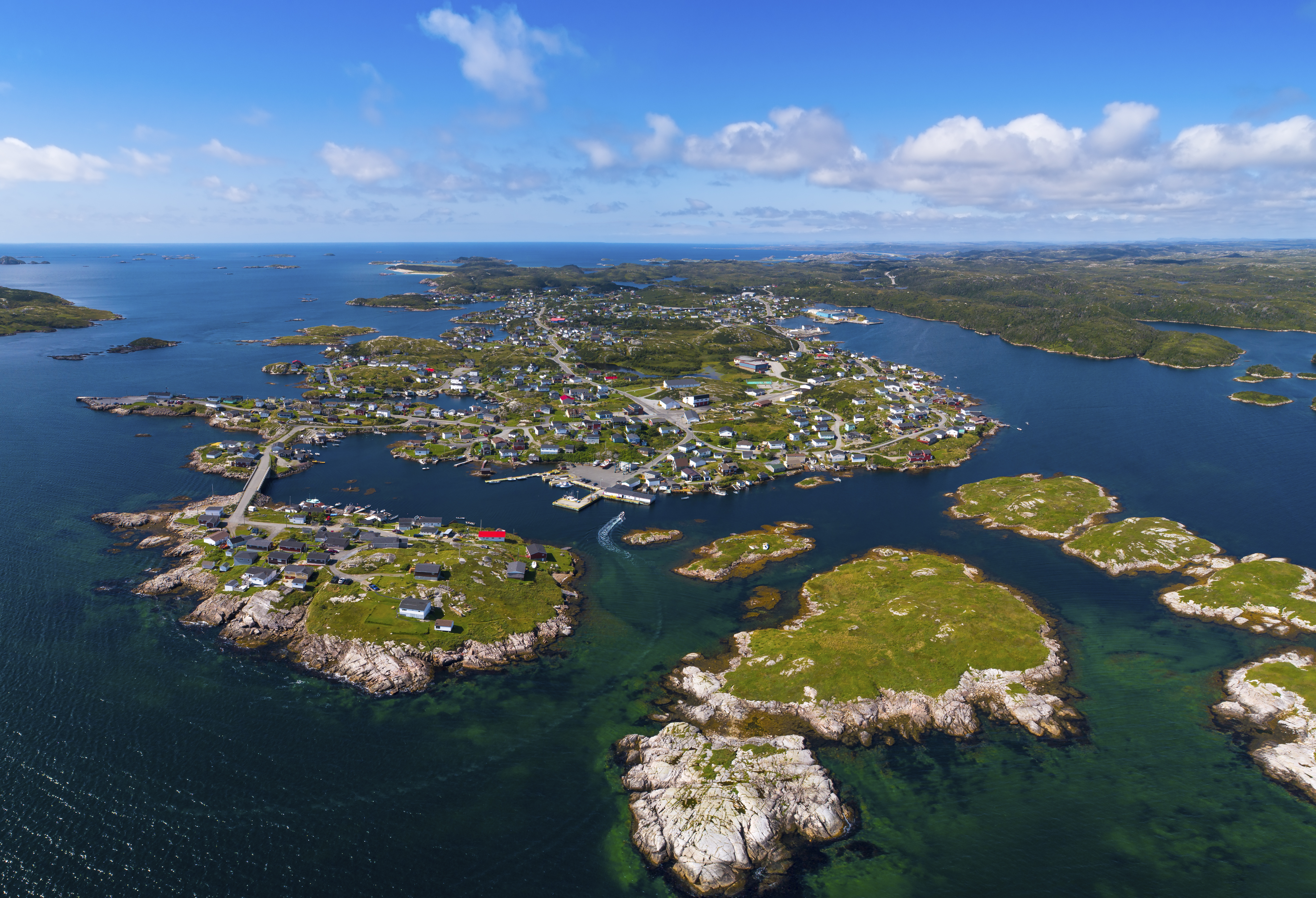
Luchtbeeld van Burgeo met Smalls Island op de voor- en Grandy Island op de achtergrond (2018)
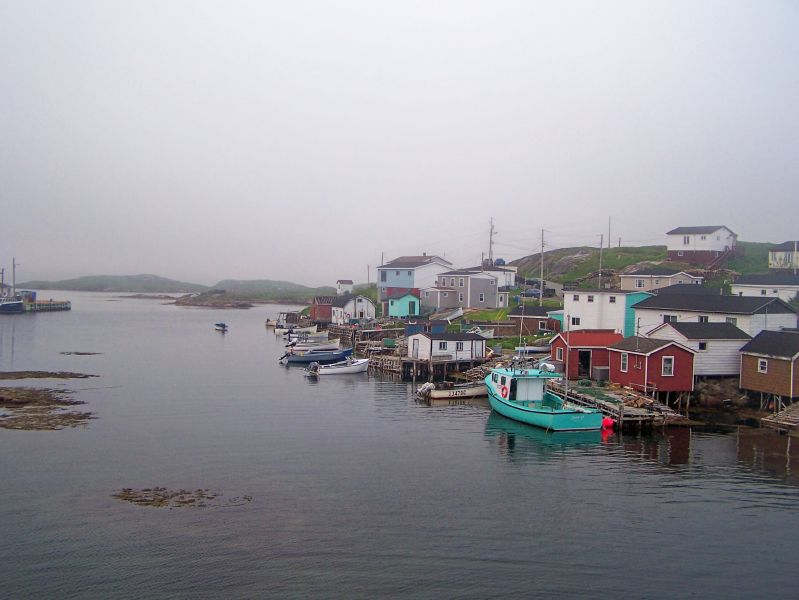
Haven van Burgeo (2007)